# El Tigre (film 1951)
El Tigre (My Outlaw Brother) è un film del 1951 diretto da Elliott Nugent.
È un western statunitense con Mickey Rooney, Wanda Hendrix, Robert Preston e Robert Stack. È basato sul romanzo del 1936 South of the Rio Grande di Max Brand.

## Produzione
Il film, diretto da Elliott Nugent (che interpreta anche un personaggio minore, il capitano dei ranger) su una sceneggiatura di Gene Fowler Jr. e Alfred Lewis Levitt e un soggetto di Max Brand (autore del romanzo), fu prodotto da Benedict Bogeaus tramite la Benedict Bogeaus Production e girato negli Estudios Tepeyac a Città del Messico, nel novembre del 1950. I titoli di lavorazione furono  El Tigre e My Brother, The Outlaw.

## Distribuzione
Il film fu distribuito con il titolo My Outlaw Brother negli Stati Uniti nel marzo del 1951 al cinema dalla Eagle-Lion Classics.
Altre distribuzioni:
- in Danimarca il 1º dicembre 1952 (Mickey Rooney som cowboy)
- in Finlandia il 29 maggio 1953 (Erämaan tiikeri)
- in Germania Ovest il 23 febbraio 1962 (Der Arm des Bösen)
- in Italia (El Tigre)